# Linnaemya rhodesiana
Linnaemya rhodesiana là một loài ruồi trong họ Tachinidae.